# Latin Rhythm Airplay
Latin Rhythm Airplay – jedna z wielu list przebojów regularnie opracowywanych przez amerykański magazyn muzyczny Billboard. Przedstawia ona najpopularniejsze, głównie hiszpańskojęzyczne piosenki, reprezentujące m.in. gatunki: reggaeton i hiszpański hip-hop oraz R&B. W tworzeniu zestawienia wykorzystywane są statystyki mówiące o częstotliwości nadawania poszczególnych utworów na antenach stacji radiowych.